# Burgerweeshuis (Tiel)
Het Burgerweeshuis is een rijksmonument in Tiel.

## Geschiedenis
Het huidige Burgerweeshuis is in 1904 gebouwd aan de Achterweg naar een ontwerp van architect Jacob van den Ban, in opdracht van de regenten van het weeshuis. Het diende ter vervanging van het oudere weeshuis op de hoek van de Ambtmanstraat en het Hoogeinde, dat niet meer voldeed aan de eisen van de tijd.
De eerste steen van het oorspronkelijke weeshuis werd op 3 maart 1563 gelegd door Claes Vijgh, ambtman van de Neder-Betuwe en richter van Tiel. De taak van het weeshuis was het verzorgen van hervormde wezen. Aanvankelijk woonden er ongeveer zestig wezen, later liep dat aantal terug. Vanaf 1700 woonden er ook proveniers, oude mensen die zich hadden ingekocht.
Na de Tweede Wereldoorlog werd het weeshuis ondergebracht in de Stichting Burgerweeshuis die als doel heeft het ondersteunen van jeugdactiviteiten in Tiel. De stichting is eigenaar van het gebouw en de statige regentenkamer doet dienst als vergaderruimte voor het College van Regenten. Zij vierde in 2013 het 450-jarig bestaan van het weeshuis. Bij die gelegenheid verscheen een boek over de geschiedenis van het weeshuis.
Tot 2012 werd verondersteld dat in het weeshuis tot aan de Tweede Wereldoorlog wezen waren gehuisvest. Naar aanleiding van de viering van het 450-jarig bestaan hebben zich mensen gemeld die ook na de oorlog nog als wees in het huis hebben gewoond.
Na het vertrek van de wezen heeft het weeshuis onderdak geboden aan maatschappelijke organisaties op het terrein van vrijwilligerswerk, vluchtelingenwerk en gehandicaptenzorg. Sinds 2014 is in het gebouw een dagopvang voor dak- en thuislozen gevestigd. In 2018 werd het te koop gezet.

## Bouwstijl
Het gebouw is gebouwd in de neorenaissancestijl. Het heeft een hoog schilddak boven de middenpartij, risalieten trapgevels en zadeldaken op de zijvleugels, en hoge vensters met zandloperluiken.